# مكتب الاتصال لجمعيات المرشدات اللوكسمبورغية
مكتب الاتصال لجمعيات المرشدات اللوكسمبورغية هو اتحاد توجيهي الوطني في لوكسمبورغ. حركة المرشدات في لوكسمبورغ بدا عام 1915 وكان من بين الأعضاء المؤسسين جمعية العالمية للمرشدات وفتيات الكشافة في عام 1928. والاتحاد يتكون من اثنين من الجمعيات وتضم في عضويتها حوالي 2093 مرشدة (اعتبارا من 2008).